# ジョン・ゴードン (第3代アボイン伯爵)
第3代アボイン伯爵ジョン・ゴードン（英語: John Gordon, 3rd Earl of Aboyne、1732年4月7日没）は、スコットランド貴族。

## 生涯
第2代アボイン伯爵チャールズ・ゴードンとエリザベス・ライアン（Elizabeth Lyon、1739年1月没、第3代ストラスモア＝キングホーン伯爵パトリック・ライアンの娘）の息子として生まれた。
1702年に父が死去すると、アボイン伯爵の爵位を継承した。
1724年6月20日、グレース・ロックハート（Grace Lockhart、1738年11月17日没、ジョージ・ロックハートの娘）と結婚、3男を儲けた。
- チャールズ（1726年頃 – 1794年） - 第4代アボイン伯爵、子供あり
- ジョン（1728年6月19日 – 1778年10月30日） - 1761年5月18日、クレメンティナ・ロックハート（Clementina Lockhart、1803年3月31日没、ジョージ・ロックハートの娘）と結婚、子供あり
- ロックハート（1732年 – 1788年3月24日） - 1770年10月3日、キャサリン・ウォロップ（Catherine Wallop、1813年5月没、ジョン・ウォロップの娘）と結婚、子供あり

1732年4月7日にスコットランドで死去、長男チャールズが爵位を継承した。